# 綠牡蠣事件

綠牡蠣事件，是台灣臺南縣市（今臺南市）與高雄縣茄萣鄉（今高雄市茄萣區）海域於1986年所發生的大規模的污染情形。

## 原因
該事件源於1986年（民國75年）臺灣西南部的二仁溪兩岸的五金業者，為求自身的利益，而焚燒、酸洗、電鍍等五金類，而其廢液又不經處理，而直接傾倒至溪中，然而，其廢液中充滿許多重金屬，經由溪流流到海中，而在海口處之牡蠣，大量吸收重金屬之銅離子，而經由牡蠣吸收後，在牡蠣體產生化學變化，顏色慢慢轉變成綠色，而稱這種牡蠣為綠牡蠣。此事件也影響之後台灣廢五金進口及處理的態度。

## 健康影響
銅離子過剩，會引起肝硬化、消化系統傷害、運動障礙和知覺神經受損等傷害。而其與致癌之關聯還有待商榷，雖然有相關文獻發現有些關聯，但尚未受到學術界的認可。

## 經濟影響
當時的大部分的漁民不敢將這種顏色怪異的綠牡蠣拿出去賣，而就算少數的漁民拿出去賣也因顏色怪異導致銷售量不佳。當新聞爆發之後，環保局也因為國民健康的考慮之下，銷毀所有綠牡蠣，而當時政府賠償了8億元以上的金錢，以補貼漁民。

## 其他類似案例
自1952年（民國41年）起，高雄港內海也曾陸續出現變綠的現象；1955年經水產試驗所高雄分所調查，認為是鄰近港邊的兵工廠及肥料廠廢水含大量銅鹽所致。

### 香山綠牡蠣事件
新竹香山地區以往是北台灣重要的牡蠣養殖地區，自1997年起也出現綠牡蠣，2000年在一場學術研討會中被提出並由媒體大肆報導後，造成當地牡蠣銷售量嚴重下滑，但直到2009年，漁業署才陸續收購銷毀並禁止養殖。